# أمل خريشة
أمل خريشة (1957-) ناشطة نسوية فلسطينية، ولدت في ذنابه بطولكرم. حصلت على شهادة البكالوريوس في علم النفس من الجامعة الأردنية بعمان عام 1980. وفي عام 2008 حصلت على شهادة الماجستير في الدراسات الدولية من جامعة بيرزيت. بدأت حياتها المهنية كعاملة اجتماعية وعضو في نقابة التجارة العامة بنابلس خلال الفترة 1981-1982. وكانت أحد مؤسسي اتحاد لجان المرأة العاملة الفلسطينية وناشطة في حقوق المرأة. عملت مع طاقم شؤون المرأة عام 1994 كمدربة في مهارات القيادة والتعبئة والتأثير. وشغلت منصب مدير عام جمعية المرأة العاملة الفلسطينية برام الله منذ عام 1990، كما قامت بتنسيق الدستور القانوني للمرأة الفلسطينية والذي قدم إلى السلطة الوطنية الفلسطينية.